# Rathaus (Schladming)
Das Rathaus von Schladming ist ein ehemaliges Jagd- und Residenzschloss des brasilianischen Zweigs der Familie Sachsen-Coburg und Gotha und steht unter Denkmalschutz (Listeneintrag).

## Geschichte
1884 beauftragte Prinz Ludwig August von Sachsen-Coburg, verwitweter Schwiegersohn des brasilianischen Kaisers Pedro II., den coburgschen Hofarchitekten Georg Konrad Rothbart mit dem Bau eines Jagdschlosses in Schladming. Nach dem Sturz der brasilianischen Monarchie 1889 wurde das Schloss zum bevorzugten Aufenthalt von Ludwig Augusts Sohn, August Leopold von Sachsen-Coburg und dessen Frau Karoline von Österreich-Toskana. 1917 wurde Schladming zum Hauptwohnsitz der Familie. 1940 kaufte die Stadt Schladming das Schloss und machte es zum Rathaus. Am 21. September 2022 wurde eine Gedenktafel zur brasilianischen Geschichte des Gebäudes vor dem heutigen Rathaus eingeweiht.

## Beschreibung
Das hoflose dreigeschoßige Gebäude mit südlichem Turmvorbau, nördlichem Mittelrisalit und polygonalen Erkervorbauten spiegelte die zeitgenössischen Wünsche wider. Es war eine Villa mit jeglichem Komfort und dem repräsentativen Anspruch eines Schlosses. Die teilweise ziegelsichtige Fassade mit vorgeblendeten Fenster- und Türgewänden, aufgeputzten Mauerzinnen und gleichfalls bezinnten Dachfenstern orientierte sich sehr frei und willkürlich an Formen des englischen Villen- und Schlossbaues vom 16. bis 17. Jahrhundert. Die Dächer wiederum standen mehr französischen Vorbildern nahe.

### Innenausstattung

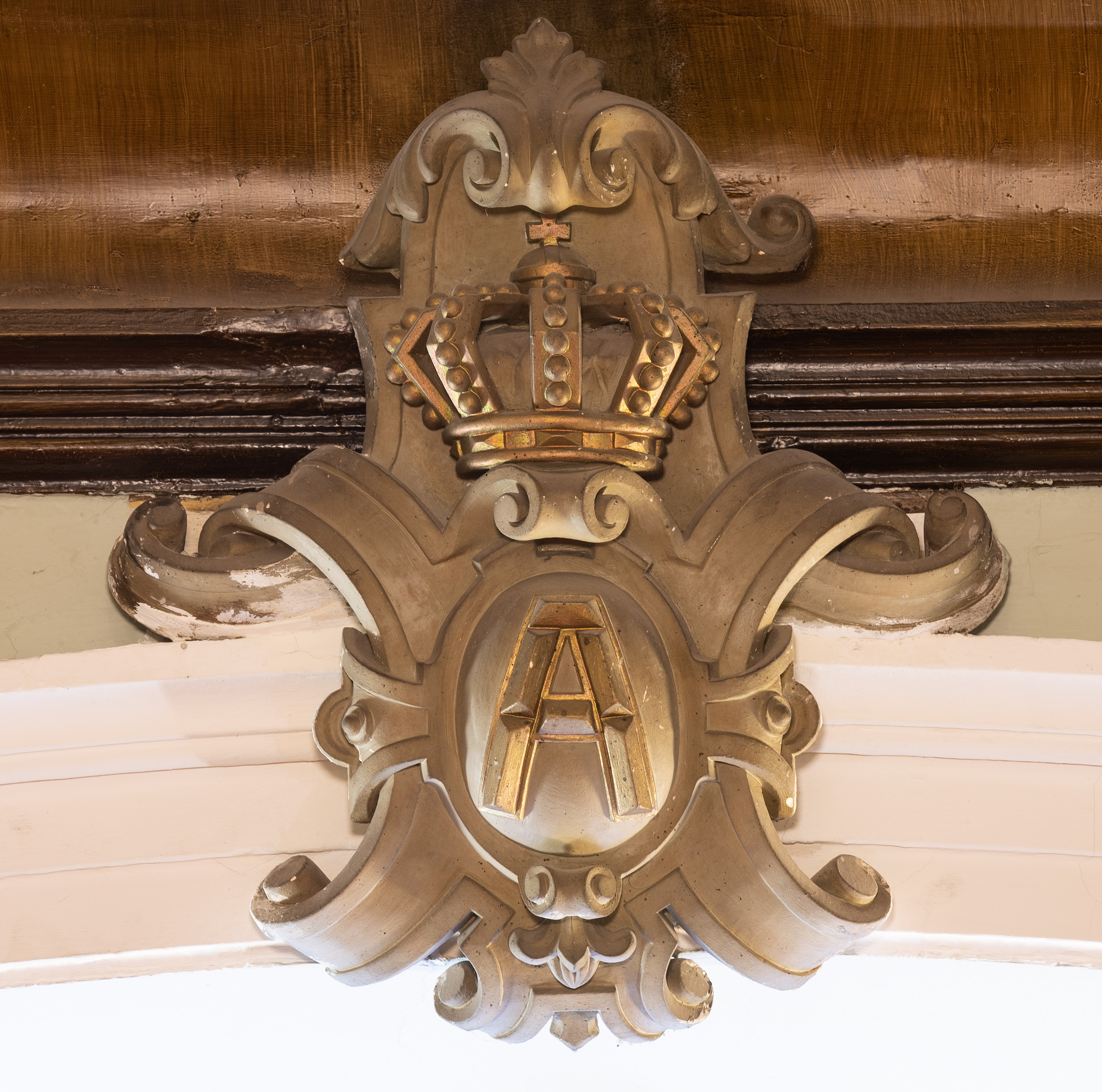
Relief Treppenhaus Schloss Schladming

Die Innenausstattung entstand nach Entwürfen des Malers Otto Recknagel, das Jagdzimmer im Erdgeschoß ist noch im Originalzustand erhalten und ist mit Gemälden des Künstlers ausgestattet. Im zweiten Stock des Treppenhauses findet sich ein Relief mit einer Darstellung der brasilianischen Kaiserkrone. 2020 wurde die Bibliothek im dritten Stock des Turmes gesichtet und wieder zugänglich gemacht.